# Anolis lynchi
Anolis lynchi – gatunek jaszczurki z rodziny Anolidae. Zamieszkuje lasy deszczowe w północno-zachodniej części Ameryki Południowej.

## Systematyka
A. lynchi zalicza się do rodzaju Anolis, klasyfikowanego obecnie w monotypowej rodzinie Anolidae. W przeszłości rodzaj ten zaliczany był do licznej w gatunki rodziny legwanowatych (Iguanidae).

## Rozmieszczenie geograficzne
Jaszczurka ta żyje w południowo-zachodniej Kolumbii (w departamencie Cauca) oraz w północno-zachodnim Ekwadorze (w prowincjach Esmeraldas i Pichincha). Zasięg występowania obejmuje około 28 tysięcy km².
Gad sięga od poziomu morza do 600 m nad nim.
Zasiedla on nizinne lasy deszczowe o gęstych koronach drzew, bytując w okolicach strumieni na niskiej roślinności (zazwyczaj do wysokości 1 m nad ziemią).

## Status zagrożenia
W Czerwonej księdze gatunków zagrożonych IUCN Anolis lynchi jest klasyfikowany jako gatunek najmniejszej troski (LC, ang. Least Concern).
Brak danych na temat liczebności populacji i jej trendu.